# Collégiale Saint-Martin de Picquigny
La collégiale Saint-Martin de Picquigny est une ancienne collégiale construite du XIIe au XVIe siècle. Elle est de style gothique. Elle est devenue l’église paroissiale de la commune à la Révolution.

## Histoire
En 1066, le vidame d’Amiens,  Eustache de Picquigny, fonda avec ses frères Jean et Hubert, un chapitre de huit chanoines séculiers et un doyen à Picquigny.
Cette église servit de chapelle au château et de nécropole aux châtelains de Picquigny.
En 1206, un chanoine de la collégiale de Picquigny, Wallon de Sarton, rapporta de Constantinople le Chef de Saint-Jean-Baptiste et d'autres reliques.
Le chœur a été construit au XVIe siècle et le transept a été voûté de pierre et le clocher fut surélevé d’un étage de style flamboyant.
En 1689, le chapitre comptait douze chanoines.
En 1699, le duc de Chevreuse fit renforcer les piliers de la croisée du transept qui soutiennent le clocher.
Le clocher a été classé Monument historique en 1906 et l‘église en 1908.
En 1940, deux obus touchèrent le clocher et l’éventrèrent. Les orgues subirent des dommages. Déposées aux ateliers Van de Brande d'Amiens pour être réparées, elle y brûlèrent ainsi que l'atelier dans un incendie en 1953.
La charpente de la nef fut complètement détruite lors d'un incendie  le 11 mai 1950. Elle fut reconstruite en 1959. La tribune d'orgue et l’escalier à vis ajouré qui y menait furent détruits dans l’incendie.
La toiture a fait l'objet d'une réhabilitation en 2008.

## Description sommaire

### Extérieur
La collégiale est située sur la place de la Baille (basse cour) tout près de l’enceinte du château médiéval de Picquigny. On y accède soit par l'escalier Saint-Martin (côté est), soit en franchissant la porte fortifiée (côté ouest).
Le plan de la collégiale est celui d’une croix latine. La longueur de l’édifice est de quarante mètres et sa largeur de quinze.
- La nef avec deux collatéraux date du XIIIe siècle. La façade occidentale a été remaniée, le porche d’entrée est de style grec. La rosace est aveugle. Sur le bas-côté sud, un portail du XVIIe siècle permet d’entrer dans l’église[1].
- Le clocher surélevé au XVIe siècle a été construit à la croisée du transept. De larges baies à remplages flamboyant sont surmontées d’un toit d’ardoise à quatre pans typique de la Picardie. Une tourelle d’escalier est située à l’angle ouest du bras nord du transept[1].
- Le chœur qui fut reconstruit au XVIe siècle a une abside polygonale. Ses fenêtres ont été bouchées.

### Intérieur

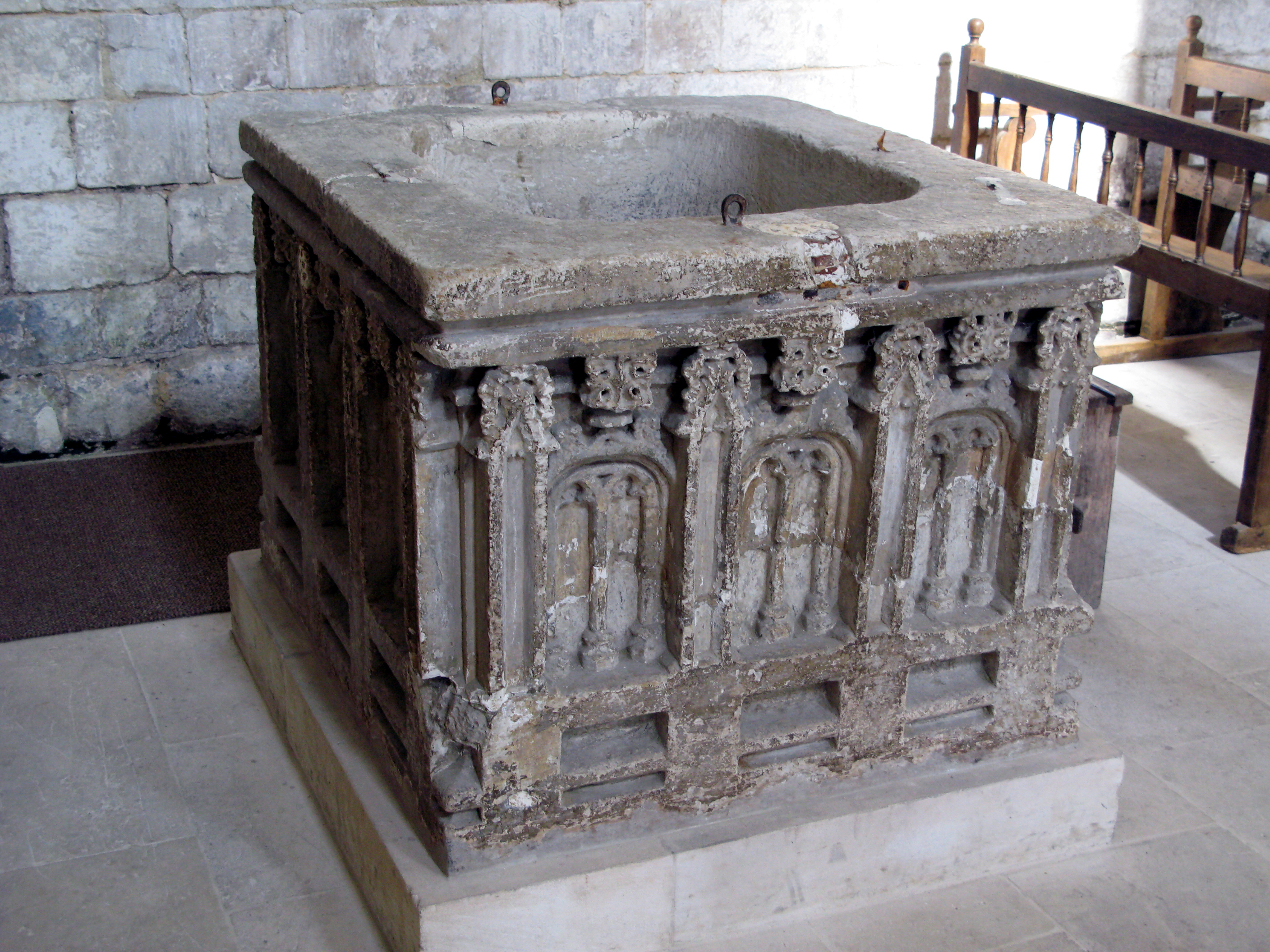
Les fonts baptismaux.

La nef de cinq travées est voûtée de bois et éclairées de fenêtres étroites en arc brisé. Le transept et le chœur sont voûtés de pierre. Dans le collatéral sud, les fonts baptismaux datent du XVe siècle, les parois sont sculptées d’accolades et de fleurons de choux frisés.
La construction du transept date de la période romane. Les voûtes ont été remaniées au XVIe siècle. Elles sont de style flamboyant. Depuis le croisillon sud, on pénètre dans une crypte funéraire.

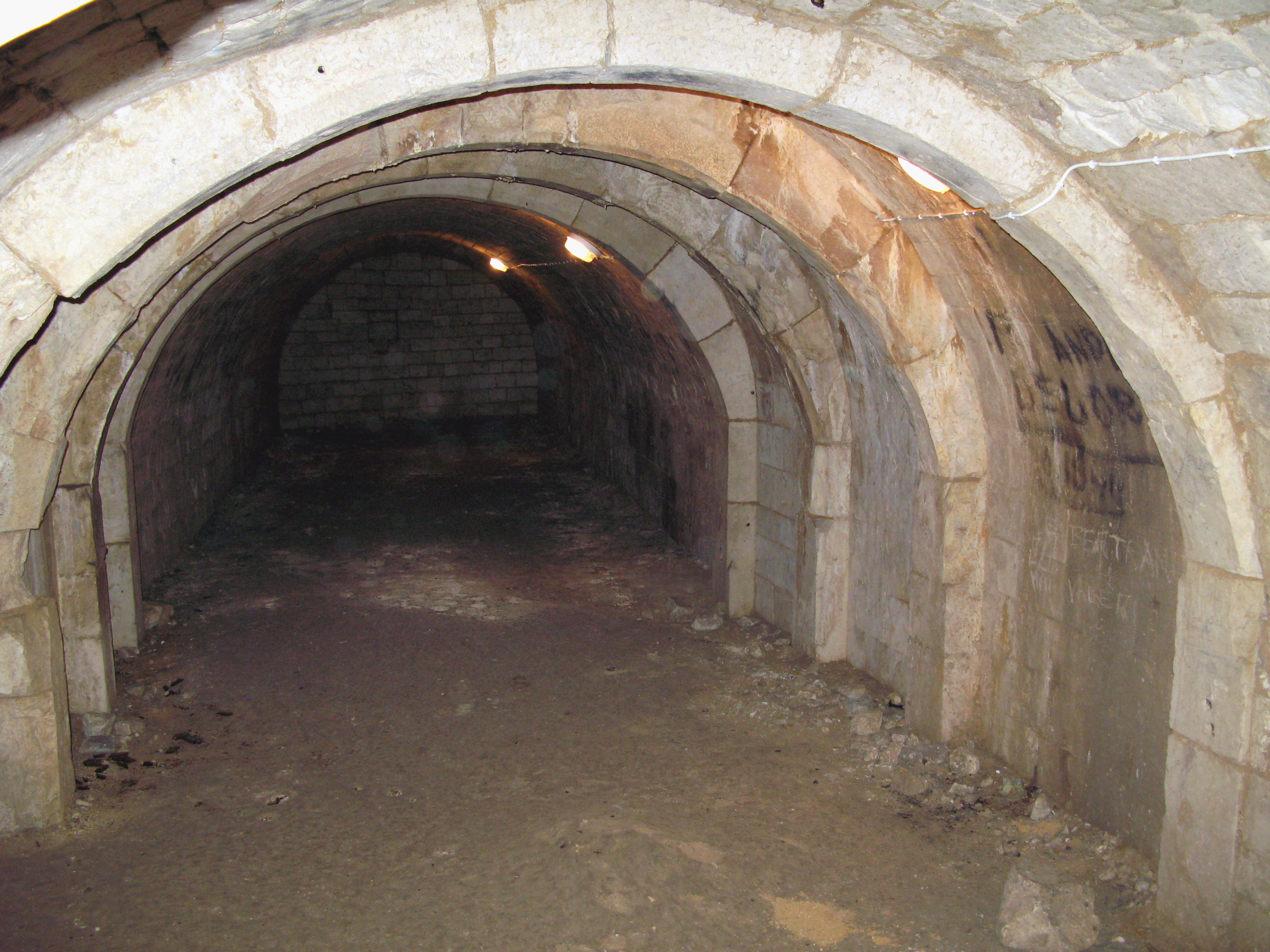
Cave voûtée sous la collégiale.

De la nef, on pénètre dans une cave de 25 mètres de long où sont encore lisibles des inscriptions.

#### Reliques et reliquaire
- La collégiale Saint-Martin recèle des reliques de Saint Firmin et de Saint Jean-Baptiste.
- La chasse de Saint Gaudence[Note 1] avec décor sculpté en  argent et vernis coloré relatant l’histoire des reliques[2].

#### Pierres tombales
Pierres tombales d’un seigneur et de son épouse datant du XIIIe siècle.

#### Statues
- Vierge à l’Enfant en albâtre doré (XVe siècle)
- Saint Roch en pèlerin (XVe siècle)
- Saint Martin en tenue d’évêque tenant une église dans sa main (XVIe siècle) ; classées monuments historiques au titre d'objets en 1984[2].
- Saint Éloi bénissant (XVIIIe siècle),
- Saint Jean-Baptiste (XIXe siècle),
- Sainte Catherine (XIXe siècle),
- Saint Joseph (XIXe siècle), inscrites monuments historiques au titre d'objets en 1981[4].

#### Tableau
- Le Martyre de saint Sébastien (XVIIe siècle), classé monument historique au titre d'objet en 1985[5].

#### Mobilier liturgique
- Autel-retable de la chapelle Saint-Sébastien (XVIIe siècle), classé monument historique au titre d'objet en 1983[6].
- Maître-autel du début du XVIIIe siècle avec une inscription à la mémoire de Charles d’Ailly,  duc de Chaulnes et gouverneur de Picardie décédé en 1698 et de son épouse Isabelle Le Féron, décédée en 1699. Il est en marbre rouge avec crédence[2].
- Dans le chœur, se trouvent deux stalles du XVIe siècle avec décor sculpté, un vieillard barbu et un diable cornu[1].